# Shōnen Jump+
Shōnen Jump+ (少年ジャンプ+, Shōnen Janpu Purasu) é uma revista online japonesa de mangás criada pela Shueisha, derivadas da series de revistas da Jump. Lançada em 22 de setembro de 2014, a revista funciona como um aplicativo e site. Apesar do título, ser direcionado para o publico masculino jovem também apresenta séries direcionadas a leitoras do sexo feminino adulto. A revista serializa títulos originais e títulos de outras revistas de da Shueisha e também traz edições digitais da  Weekly Shōnen Jump.
Fora do Japão, a Shueisha lançou a plataforma Manga Plus.

## História

### Pré-Lançamento
Na década de 1990 a Weekly Shōnen Jump, atingiu um pico de circulação semanal de 6,53 milhões, embora seu número de leitores tenha diminuído constantemente como o declínio da indústria de mídia impressa. Em resposta, a Shueisha voltou-se para distribuição digital em uma tentativa de alcançar um público mais amplo.
Com a disseminação de smartphones e tablets na década de 2010, o mercado de e-books no Japão se tornaria mais ativo. Devido ao Grande Terremoto do Leste do Japão de 2011, a primeira versão eletrônica, de forma gratuita, da Weekly Shōnen Jump foi lançada. Em 2012, Shūeisha abriu a "Jump BOOK store" e iniciou vendas em grande escala de e-books.
Em 2013, a Shueisha lançou a plataforma de mangá online Jump LIVE, embora o aplicativo tenha sido baixado mais de 1 milhão de vezes em três semanas, o departamento editorial teve o consentimento de que era difícil distinguir entre conteúdo gratuito e pago. Mais tarde a plataforma foi descontinuada.

### Pós-lançamento
A Shōnen Jump+ foi lançado em 22 de setembro de 2014 com mais de 30 séries de mangá, algumas das quais foram transferidas da Jump LIVE. A versão digital do Weekly Shōnen Jump pode ser adquirida pelo valor de 300 ienes por edição ou 900 ienes por mês.
O Manga Plus, uma versão global do Shōnen Jump+ , lançada em 28 de janeiro de 2019. Uma edição internacional do Shōnen Jump + foi proposta pela primeira vez em 2017 como um meio de atrair públicos não japoneses; o aplicativo é oferecido em inglês e espanhol também com alguns títulos selecionados em português.

## Impacto
Em maio de 2019, mais de 60 títulos foram serializados no Shōnen Jump+ . O aplicativo foi baixado mais de 10 milhões de vezes. Juntos, o aplicativo e o site têm cerca 2,5 milhões de usuários ativos semanais. A Shōnen Jump+ acumulou mais de 12 bilhões de ienes em receitas.
Jigokuraku foi a série mais popular na plataforma em 2018, Spy × Family em 2019.

## Séries atuais

### Diária
- Nekoda-biyori

### Semanal ou quinzenal
- 2.5-jigen no Ririsa
- Aharen-san wa Hakarenai
- Ana no Mujina
- Aragane no Ko
- Boku Yori Medatsu na Ryuugakusei
- Bōkyaku Battery
- Borderless Name
- Dandadan
- Debby the Corsifa wa Makezugirai
- Don't Blush, Sekime-san!
- Dorei Yuugi Guren
- Eren the Southpaw
- Excuse Me Dentist, It's Touching Me!
- Ghost Reaper Girl
- Itomo tayasuku Okonawareru Juusan-sai ga Ikiru Tame no Oshigoto
- Haikyubu!!
- Heart Gear
- Henshuu-sha ☆ Momii no Dai Bouken
- Hetalia World Stars
- Hidarikiki no Eren
- Hokkaido Gals Are Super Adorable!
- Kaiju No. 8
- Kiruru Kill Me
- Koisuru One Piece
- Kuchi ga Saketemo Kimi ni wa
- Mato Seihei no Slave
- My Hero Academia: Vigilantes
- Omukae ni Agarimashita (adaptação em mangá)
- Oishii Kouhii no Irekata (adaptação em mangá)
- Red List
- Ron Kamonohashi: Deranged Detective
- SSSS.Gridman (adaptação em mangá)
- Saotome Shimai wa Manga no Tame nara!?
- Spy × Family
- Toge Toge
- Tomatoypoo no Lycopene (transferido da Weekly Shōnen Jump)
- Hime-sama "gōmon" no jikan desu
- World's End Harem: Britannia Lumiere

### Mensal
- Psycho-Pass 3 (adaptação em mangá)

### Indefinido
- Junjo Sentai Virginias
- Ultramarine Magmell (adaptação em mangá)
- Shūmatsu no Harem

## Série finalizadas
- 5-byou Douwa
- Abyss Rage
- Accel Star
- Active Raid - Kidou Kyoushuushitsu Daihachigakari (adaptação em mangá)
- Aejuma-sama no Gakkou
- Akuma no Memumemu-chan
- Ano Musume wa Yariman
- Arata Primal: The New Primitive
- Astra Lost in Space
- Bara to Buta
- Shi no Tori
- Black Clover Gaiden: Quartet Knights
- Ao no furaggu
- Bokutachi Hoikuka Koukou 1-nensei
- Boys Over Flowers Season 2
- Bye Bye Jinrui
- Cheer Danshi!! Go Breakers
- Chronos Ruler
- Chikyuu Ningen Terra-chan
- Comics: Mancolo
- Curtain's up, I'm off
- Dare ga Kenja wo Koroshita ka?
- Darling in the Franxx (adaptação em mangá)
- Deadpool: Samurai
- Dear Sa-chan
- Dorei Yuugi
- Dragon Ball: That Time I Got Reincarnated as Yamcha!
- Dricam!!
- East, Into The Night
- ēlDLIVE
- Emperor to Issho
- Fire Punch
- Fuji no Yamai wa Fushi no Yamai
- Full Charge!! Kaden-chan
- Shokugeki no Sōma - L'étoile
- Gunjou ni Siren
- Hachuurui-chan wa Natsukanai
- Hana Nochi Hare - Hanadan Next Season
- Hell's Paradise: Jigokuraku
- Hello World (adaptação em mangá)
- Heibon doumei
- Henshuu-sha ☆ Momii no Dai Bouken
- Himitsu no Kajitsu
- Hina Change
- High-Risk Mission Therapy
- iShoujo+
- Jigokuraku ~Saikyō no Nukenin Gaman no Gabimaru~
- Juni Taisen: Zodiac War (adaptação em mangá)
- Karadasagashi
- Karada Sagashi Kai
- Killer Friends
- Kiss x Death
- Kimetsu no Aima!
- KoLD8: King of the Living Dead
- Kuroko no Basket: Replace Plus
- Land Lock
- Majo no Kaigashuu
- Makai kara Kita Maid-san
- Makui no Rease
- Manken ni Bishoujo
- Marvel × Shōnen Jump+ Super Collaboration
- Moon Land
- Muhyo & Roji's Bureau of Supernatural Investigation: Magical Genus Magic Tool Master Chapter
- Mutou to Satou
- My Hero Academia Smash!!
- Magical Pâtissière Kosaki-chan!!
- Nano Hazard
- Newton no Tsubomi
- Mone-san no Majime Sugiru Tsukiaikata
- Ohisama Birdie
- Onsengai no Medusa
- Oresuki (adaptação em mangá)
- Oyakusoku no Neverland
- Pochi Kuro
- Rengoku no Toshi
- Romantic Killer
- Rough Diamond - Manga Gakkou e Youkoso
- Route End
- RWBY: The Official Manga
- Saguri-chan Tankentai
- Senpai! Ore no Koe de Iyasa Renaide Kudasai!
- Shouwa Otome Otogibanashi
- Shuukyoku Engage
- Shinotori
- Slime Life
- Soloist in A Cage
- Sōsei no Onmyōji: Tenen Jakko: Nishoku Kokkeiga
- Spotless Love: This Love Cannot Be Any More Beautiful
- Suito-to
- Summer Time Rendering
- Tenjin
- Tokedase! Mizore-chan
- Tomogui Kyoushitsu
- Tonari no Heya Kara Aegigoe ga Surunde Sukedo...
- Toumei Ningen no Hone
- Tsugihagi Quest
- Kōya no Kotobuki Hikōtai (adaptação em mangá)
- The Vertical World
- The Sign of Abyss
- Jumyō o kaitotte moratta. Ichinen ni tsuki, ichimanen de. (adaptação em mangá)
- Vocchi-men
- Wa no Kage
- Wareware wa Uchuujin na no da!!
- World 4u_
- Yagiza no Yuujin
- Yukari-chan
- Youkoso Bourei Sougiya-san
- Yukimi Daifuku
- Yumizuka Iroha wa Tejun ga Daiji!